# 李宣
李宣（?—?），唐肃宗孙，唐朝郡王。
唐肃宗第九子襄王李僙的儿子。李宣一直住在十六宅，贞元七年（791年）正月李僙去世，李宣被封为伊吾郡王，他弟弟李寀为乐安王。他的孙子李煴在886年一度自立为帝。